# Ove Frederiksen
Ove Kamphøwener Frederiksen (22. august 1884 i Køge – 24. maj 1966 i Hellerup) var en dansk overretssagfører og tennisspiller; medlem af KB Tennis og formand for klubben 1929-1955. 
Ove Frederiksen vandt i perioden 1910-1920 syv danske mesterskaber: To i herresingle og fem  i herredouble seks gange  Han deltog ved OL i 1912 i Stockholm og stillede både op i single og herredouble med Ernst Frigast.
Ove Frederiksen blev student 1902 fra Roskilde Katedralskole, blev 1908 cand. jur. fra Københavns Universitet. Derefter fuldmægtig hos flere sagførere frem til 1911, hvor han blev overretssagfører med egen praksis i København. Han var medlem af bestyrelsen for Galle & Jessen, Forsikringsselskabet Skandinavia og Electrolux. Han var Ridder af Dannebrog.